# NIL
NIL (Nameless Liberty Underground ou Nameless Liberty Sixth Guns) é o segundo álbum de estúdio da banda japonesa de rock the GazettE, lançado no dia 8 de fevereiro de 2006 no Japão. Foi o primeiro álbum da banda a ser lançado na Europa, em 30 de maio de 2006 e 9 anos depois, em 17 de julho de 2015 relançado na Europa e na América do Norte pela JPU Records.
A faixa "Bath Room" foi incluída no álbum de compilação Heterodoxy -Divided 3 Concepts- de 2022.

## Recepção
O álbum alcançou a quarta posição na parada japonesa Oricon Albums Chart e permaneceu por dez semanas. Vendeu 43,708 cópias enquanto esteve na parada.

## Faixas
| N.º            | Título                                                                 | Duração |  |
| 1.             | "The End"                                                              | 2:11    |  |
| 2.             | "Nausea & Shudder"                                                     | 6:07    |  |
| 3.             | "Bath Room"                                                            | 5:06    |  |
| 4.             | "Maggots"                                                              | 2:48    |  |
| 5.             | "Namaatatakai Ame to Zaratsuita Jounetsu" (生暖かい雨とざらついた情熱) | 3:04    |  |
| 6.             | "D.L.N"                                                                | 6:11    |  |
| 7.             | "SHADOW VI II I"                                                       | 4:16    |  |
| 8.             | "Baretta" (バレッタ)                                                   | 5:44    |  |
| 9.             | "Cassis"                                                               | 6:44    |  |
| 10.            | "Silly God Disco"                                                      | 3:57    |  |
| 11.            | "Discharge"                                                            | 3:26    |  |
| 12.            | "Taion" (体温)                                                         | 6:17    |  |
| Duração total: | Duração total:                                                         | 55:56   |  |

## Créditos
- Ruki – vocais
- Uruha – guitarra solo
- Aoi – guitarra rítmica
- Reita – baixo
- Kai – bateria